# Церковь Святого Петра в Галликанту
Церковь Святого Петра в Галликанту — католическая церковь в Иерусалиме, воздвигнутая на месте, где согласно современной католической и, возможно, начальной средневековой христианской традиции произошло отречение апостола Петра от Иисуса Христа, а согласно более поздней средневековой (православной и католической) традиции на этом месте апостол Пётр оплакивал своё отречение. Ранее на этом месте было построено 3 церкви. Современный храм сооружён в неовизантийском стиле французским архитектором Этьеном Бубе в 1924—1931 годах. Ныне это действующая католическая церковь, в которой служат монахи из ордена ассумпционистов.

## Расположение
Церковь находится на восточном склоне горы Сион в Иерусалиме непосредственно за стенами Старого города. Название Галликанту непосредственно относится к евангельским текстам об отречении апостола Петра от Иисуса Христа, так как слово Gallicantu переводится с латыни как «пение петуха» (gallus — петух, cantus — пение).
И вспомнил Петр слово, сказанное ему Иисусом: прежде нежели петух пропоет дважды, трижды отречешься от Меня; и начал плакать. Мк. 14:72

## История
На месте, на котором находится церковь апостола Петра в Галликанту, ранее было построено 3 церкви:
- Первая церковь в византийском стиле была возведена здесь в период с 457 по 460 год, вероятно, императрицей Евдокией. Церковь пострадала в 529 году при самарянском восстании. Разрушена персами в 614 году.
- Вторая церковь на этом месте построена около 628 года. Разрушена халифом Аль-Хаким би-Амриллахом в 1009 году.
- Третья церковь построена около 1102 года после захвата Иерусалима крестоносцами в 1099 году, после чего стала известна под нынешним названием. После падения крестоносных княжеств и повторного захвата Иерусалима мусульманами в 1187 году церковь постепенно разрушалась и приходила в упадок. В 1219 году она была разрушена, затем на этом месте была построена часовня, разрушенная около 1300 года.
- Современная церковь построена в 1924—1931 годах, после того как в 1888 году орден ассумпционистов получил разрешение на археологические раскопки на этом месте. Церковь освящена 11 сентября 1931 года.

## Средневековые традиции
Согласно Евангелиям отречения апостола Петра произошло во дворе дома первосвященника Каиафы, местоположение которого до настоящего времени точно не установлено. Первое упоминание о церкви апостола Петра в Иерусалиме даёт архидьякон Феодосий (530 год). Он располагает эту церковь на месте дома первосвященника Каиафы приблизительно в 50 пассусах (лат. passus — двойной римский шаг) или 75 метрах (1 пассус равен около 1.5 метра) от святого Сиона (Сионской горницы). Также около 530 году церковь апостола Петра на месте дома Каиафы в виде большой базилики, расположенную недалеко от Сионской горницы, упоминается в сборнике «Краткое описание Иерусалима». В настоящее время предполагается, что наиболее вероятным местоположением этой церкви (и, соответственно, дома Каифы) является армянский монастырь Спасителя, находящийся на вершине горы Сион, вне южной стены Старого города, в 50 метрах на север от Сионской горницы. Археологические раскопки на этом месте, произведённые в XX веке, выявили остатки византийской церкви VI века.
В то же время, на основании того, что паломник Феодосий указывает расстояние между Голгофой и святым Сионом (Сионской горницей) равное около 200-м пассусам (правильно — 450), предполагается, что данной церковью может является византийская церковь V века, находившаяся на месте современной церкви апостола Петра в Галликанту, расположенную в 250-х метрах от Сионской Горницы.
Начиная с первой половины IX века, паломники начинают упоминать о церкви апостола Петра, построенную на месте, где апостол Пётр оплакивал своё отречение, как правило, определённо располагая её на месте современной церкви апостола Петра в Галликанту. Об этом свидетельствуют греческий монах Епифаний (первая половина IX века), англосаксонец Сивульф (1102—1103), русский игумен Даниил (1106) и другие.
Монах Епифаний, упоминая о доме первосвященника Каиафы на вершине горы Сион (неподалёку от Сионской горницы), также пишет:
    
Вне же города направо, близ стены, есть церковь, где Пётр выйдя плакал горько. Направо от церкви на расстоянии трёх полётов стрелы находится Силоамская купель.
Англосаксонец Сивульф дополнительно упоминает о пещере, в которой скрылся апостол Пётр после своего отречения:
Под стеною города извне, на склоне Сионской горы, находится церковь св. Петра, называемая Петлоглашение (Пение петуха), где он, отрёкшись от Господа, скрылся в очень глубокой пещере, как это можно видеть, и горько оплакивал свою вину.
Русский игумен Даниил упоминает о тридцати двух ступенях в эту пещеру:
И оттуда (от горы Сион), к востоку, опять же близко есть место на склоне горы, где находится очень глубокая пещера: спуск в неё — тридцать две ступени. В этой пещере Пётр горько оплакивал своё отречение. Над этой пещерой создана церковь во имя святого апостола Петра.

## Археологические раскопки
В 1888 году на месте церкви апостола Петра в Галликанту были начаты археологические раскопки под руководством католического ордена ассумпционистов, которые получили во владение этот участок в 1887 году. В результате этих раскопок были обнаружены руины византийской церкви V века (фундамент, колонны, византийские мозаики), а под ней 6-метровую глубокую яму в форме шахты и другие подземные пещеры, примыкающие к глубокой яме с одной стороны и расположенные на 3 метра выше её. На основании характеристик этой ямы и соседних пещер был сделан вывод, что здесь была тюрьма: глубокая яма служила тюремной камерой, а подземные пещеры — караульным помещением и местом бичевания заключённых. Предполагается, что ранее в этих пещерах была иудейская гробница, впоследствии преобразованная в каменоломню. Время устроения тюрьмы точно не установлено (относится к иудейскому или римскому периодам Иерусалима).
В отверстии на вершине глубокой ямы были обнаружены 3 выгравированных креста, а на её стенах ещё 11 крестов (7 красных и 4 чёрных) и силуэт молящегося человека внизу стены. Так как эта глубокая яма находилась непосредственно под византийской церковью, то она, очевидно, отождествлялась средневековыми паломниками с глубокой пещерой, в которой апостол Пётр оплакивал своё отречение.
Позади церкви при раскопках были обнаружены древние каменные ступени, образующие лестницу, ведущую в Кедронскую долину. Древность ступеней позволяет утверждать, что по ней ходил Иисус Христос. Также рядом с храмом были обнаружены остатки водных цистерн, мельницы, служебных помещений.
Из предметов при раскопках были обнаружены коллекция весов и мер, которыми пользовались первосвященники, каменный блок с надписью по-еврейски: «это — приношение за грехи». Считается, что этот каменный блок отмечал место, куда евреи клали свои жертвоприношения для священников. В настоящее время этот камень находится над дверью в сувенирный магазин около храма, но надпись на нём нечёткая. Также при раскопках были найдены монеты с изображением императоров Феодосия II (408—450), Маркиана (450—457), Льва I Великого (457—474), что помогло датировать постройку византийской базилики V веком.

## Современная традиция
На основании произведённых археологических раскопок, а также слишком близкого расположения армянского монастыря Спасителя (предполагаемое место дома Каиафы) к дому, в котором собирались апостолы (Сионская горница) — расстояние между ними всего 50 метров, католики приняли решение, что дом Каиафы находился рядом с церковью апостола Петра в Галликанту, а в глубокой яме (тюремной камере), находящейся под храмом, содержался Иисус Христос до допроса у Каиафы. Также католики считают, что в расположенных рядом с ямой подземных пещерах (караульном помещении) бичевали Иисуса Христа, о чём сообщает современная надпись над входом в пещеры: «Согласно иерусалимской традиции IV века, не записанной в Евангелиях, Иисус был подвергнут бичеванию, не только Пилатом, но и Каиафой». Эта традиция основывается на свидетельстве неизвестного паломника из Бордо (333 год), который упоминает о столбе, находящемся на месте дома первосвященника Каиафы, у которого бичевали Христа. Впоследствии этот столб был перенесён в базилику Святой Сион (Сионскую горницу). Бордосский путник располагает дом Каиафы на горе Сион, но без указания его местоположения на ней.
Также католики считают, что в этой тюрьме содержали и бичевали апостолов Петра и Иоанна за их проповедь об Иисусе Христе после Его Воскресения (Деян. 5:19-42).

## Описание церкви

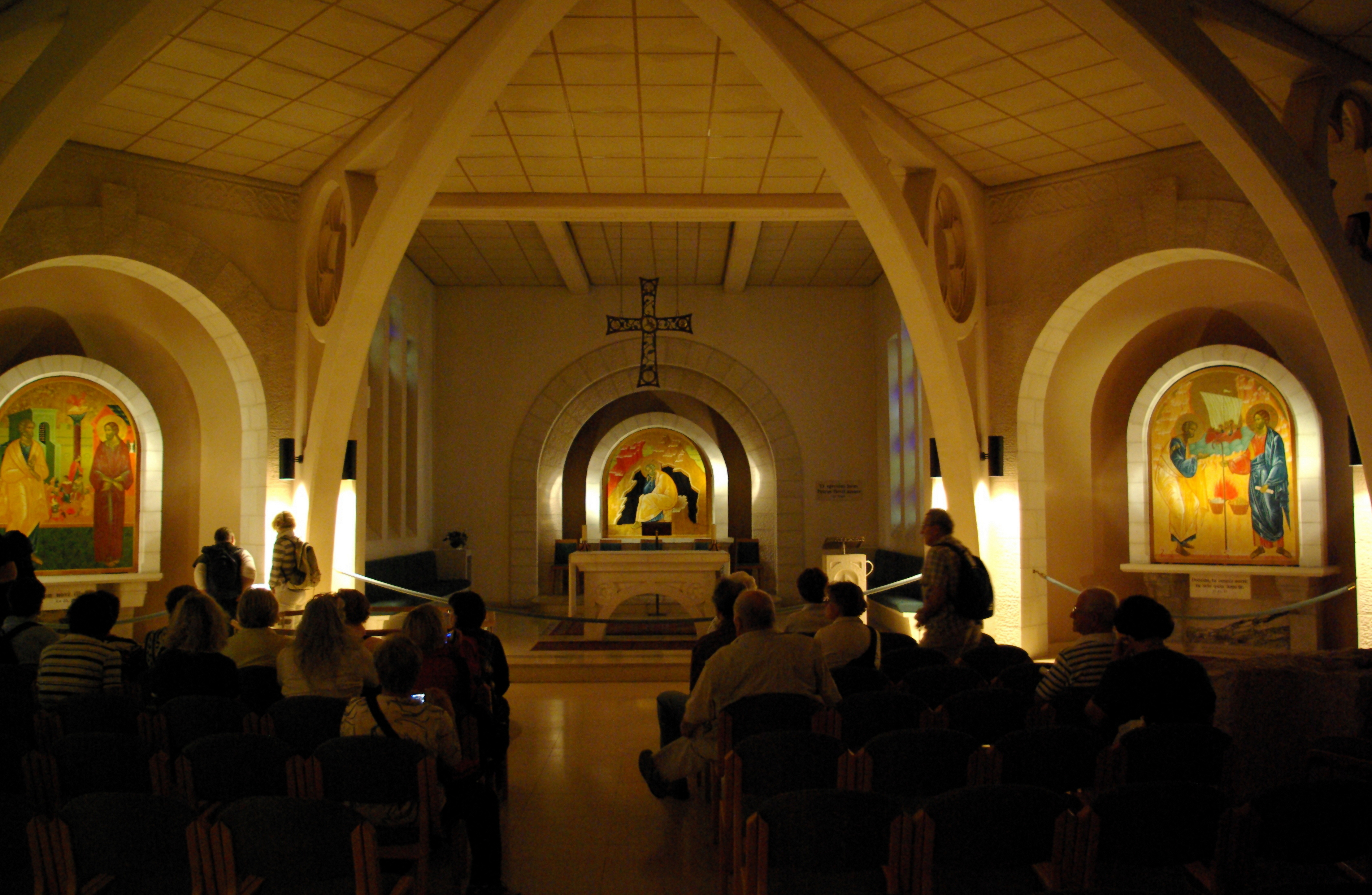
Интерьер нижней церкви. Слева от алтаря — икона «Отречение апостола Петра», в алтаре — икона «Покаяние апостола Петра», справа от алтаря — икона «Прощение апостола Петра».

Церковь состоит из трёх уровней — верхней церкви, нижней и крипты.
- В интерьере верхней церкви выделяется витраж в форме креста под куполом и большое мозаичное панно над алтарём с изображением сцены допроса Иисуса во дворе у первосвященника Каиафы. Между верхней и нижней церковью на полу и на стене можно видеть фрагменты мозаик от византийской церкви V века[6].
- Нижняя церковь одной западной стеной встроена в скалу (гору Сион). Над алтарём находится бронзовый крест, выполненный в византийском стиле.
- Крипта церкви состоит из глубокой ямы (тюремной камеры) и на 3 метра расположенных выше её других подземных пещер (караульного помещения). В этих подземных пещерах имеются 7 колонн с отверстиями, к которым привязывали заключённых для бичевания, а на стенах — железные кольца для крепления цепей. В тюремную камеру заключённых спускали через отверстие в её своде с помощью верёвок[11].

Во внутреннем дворе находится скульптурная композиция, представляющая сцену отречения Петра. На куполе церкви установлена позолоченная фигурка петуха.

## Галерея

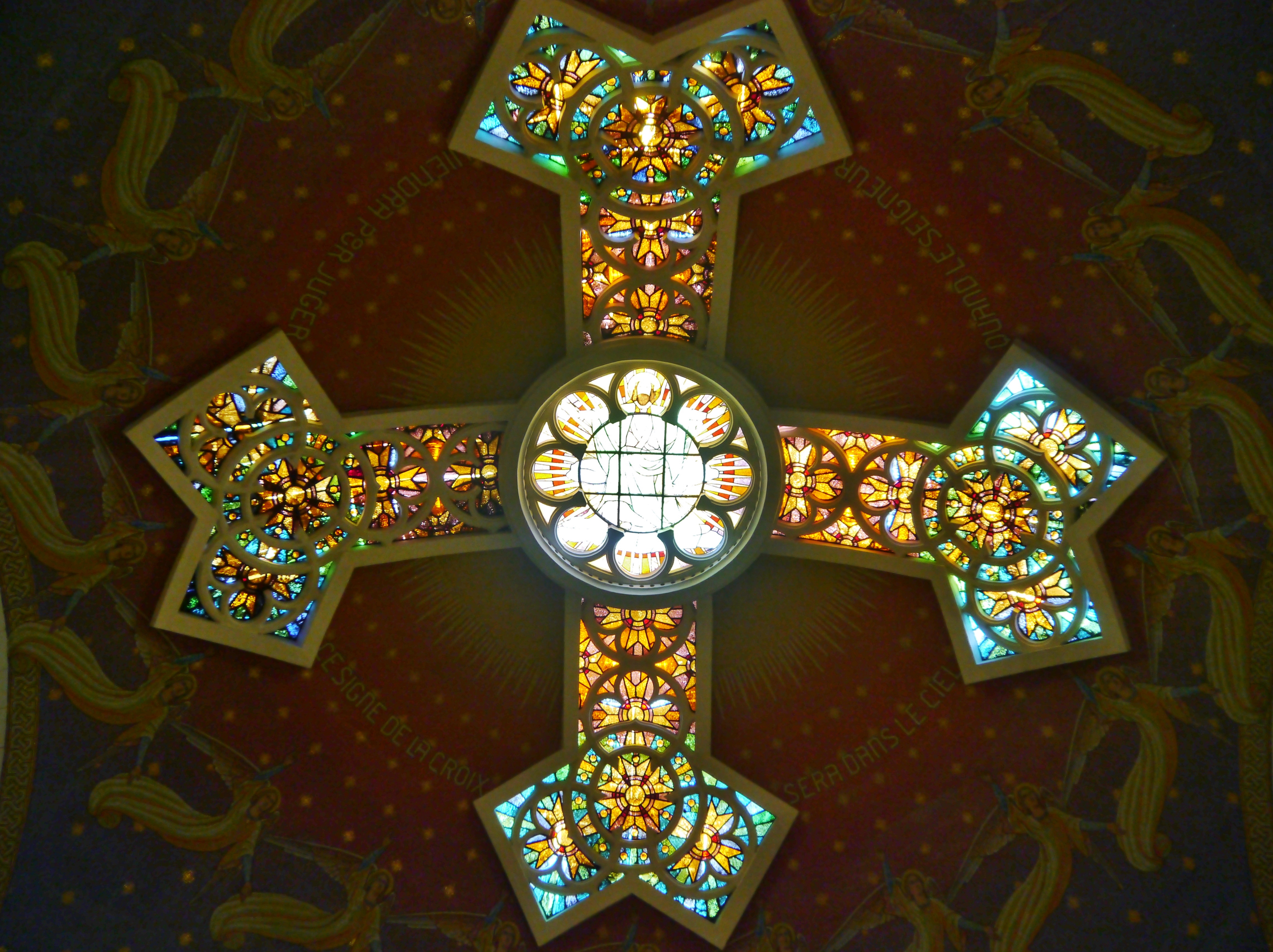
Подкупольный мозаичный крест
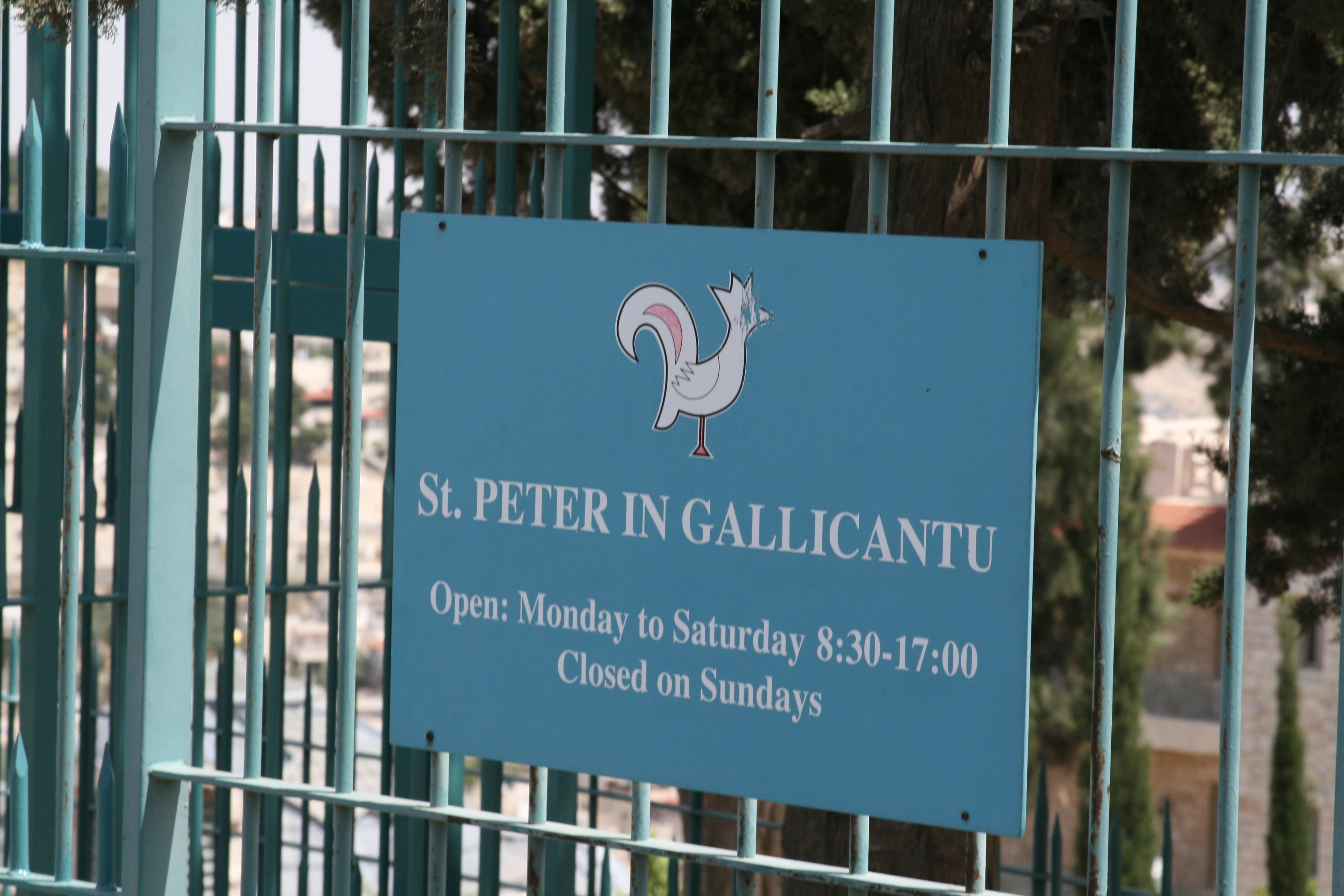
Часы посещения церкви
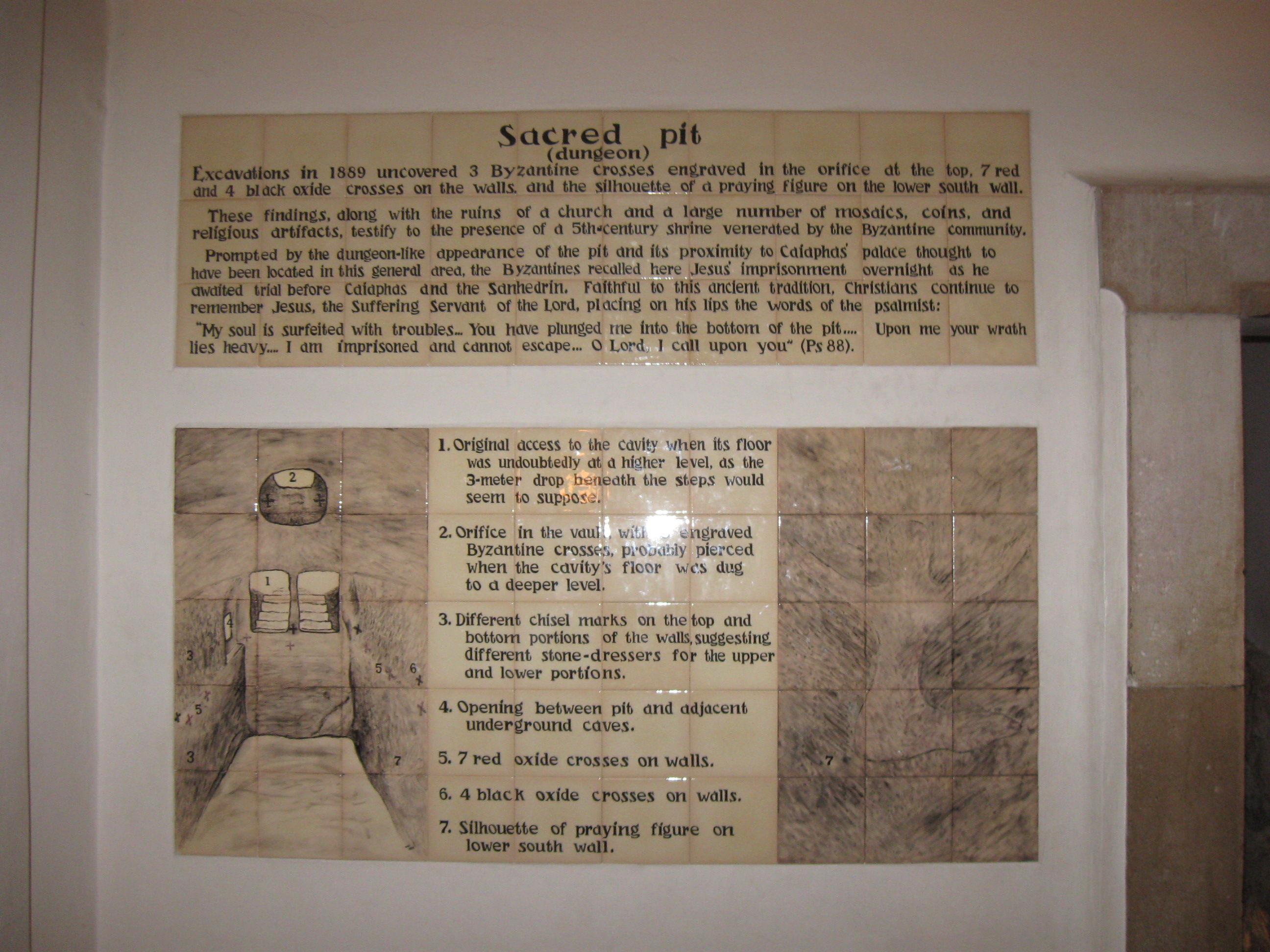
Описание глубокой ямы (священной пещеры)
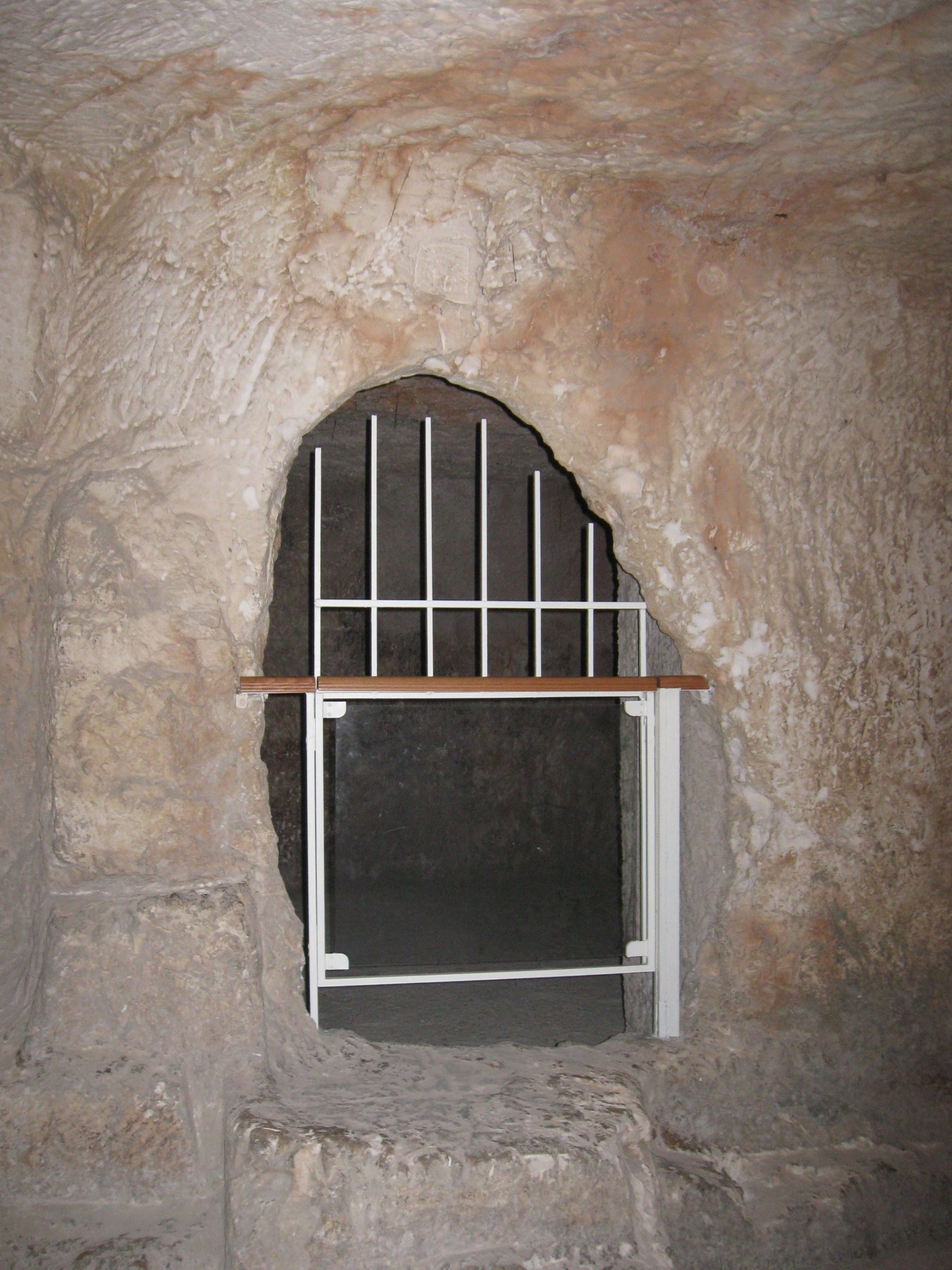
В подземелье
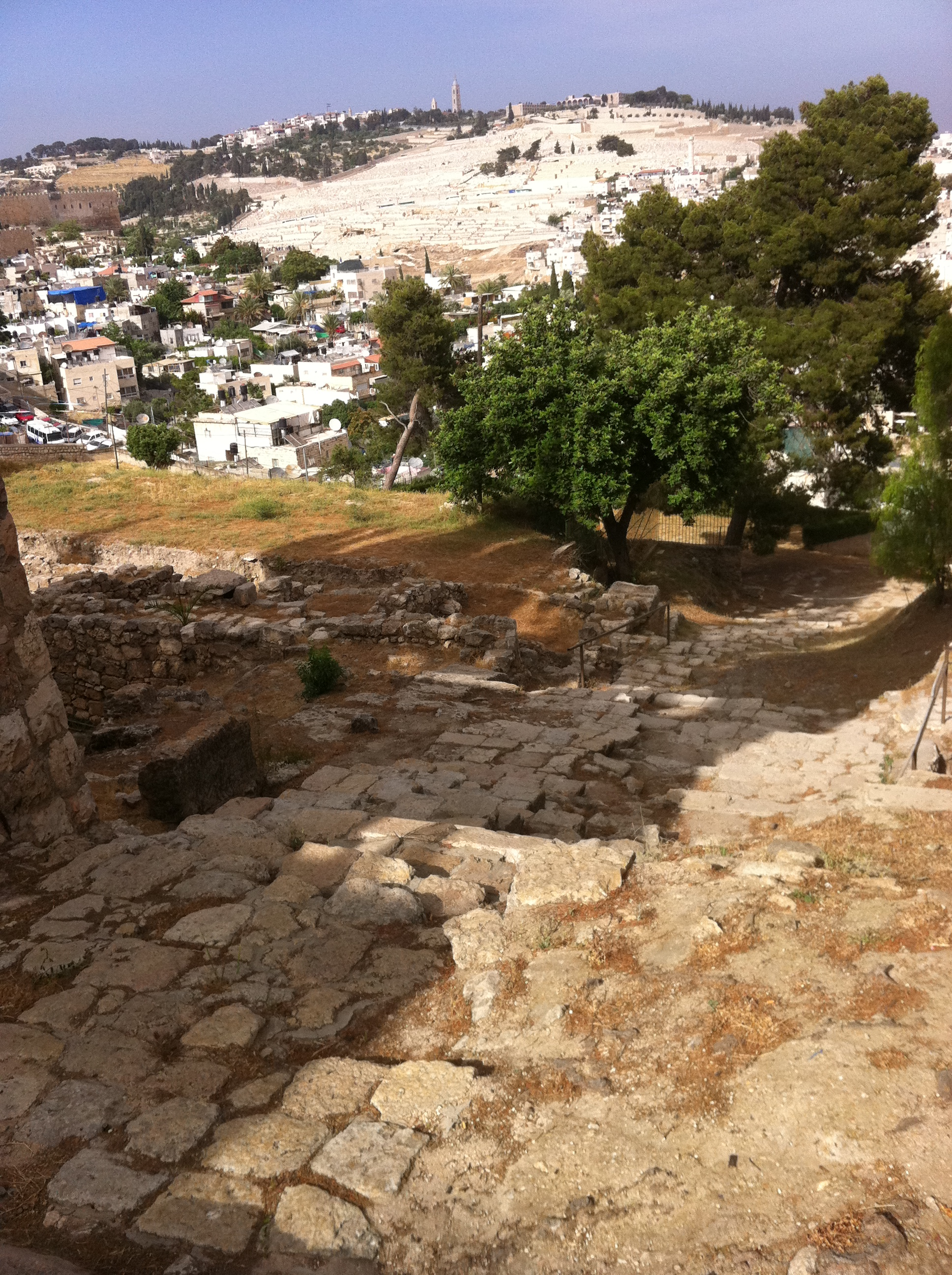
Древняя лестница за церковью